# أرمان كارميان
أرمان كارميان (بالأرمنية: Արման Քարամյան)‏ هو لاعب كرة قدم أرميني في مركز الهجوم، ولد في 14 نوفمبر 1979 في يريفان في أرمينيا. شارك مع منتخب أرمينيا لكرة القدم. أما مع النوادي، فقد لعب مع أرسنال كييف وأونيريا أورزيتشيني وبولتيهنيكا تيميسوارا وبيونيك يريفان ورابيد بوخارست وستيوا بوخارست ونادي براشوف ونادي بياترا نيامتس.

## وصلات خارجية
- أرمان كارميان على موقع الاتحاد الأوربي (الإنجليزية)
- أرمان كارميان على موقع اتحاد أوكرانيا (الإنجليزية)
- أرمان كارميان على موقع قاعدة بيانات كرة القدم.إي يو (الإنجليزية)
- أرمان كارميان على موقع ناشيونال فوتبول تيمز (الإنجليزية)
- أرمان كارميان على موقع Soccerway.com (الإنجليزية)